# Winny Lock
Winny Lock（ウィーニー ロック）は、セキュアデザイン株式会社が2006年7月に発売したUSBメモリである。
Winnyなどのファイル共有ソフトを検出し、起動している場合は強制的に停止する。
| スタブアイコン | サブスタブ | この項目は、まだ閲覧者の調べものの参照としては役立たない、コンピュータに関連した書きかけの項目です。この項目を加筆・訂正などしてくださる協力者を求めています（P:コンピュータ）。 |